# Пирей (станция метро)
«Пирей» (греч. Πειραιάς) — станция Афинского метрополитена и станция Организации железных дорог Греции, открыта 28 февраля 1869 года как станция в составе Афино — Пирейской железной дороги.
Железнодорожная станция «Пирей» обслуживает линию Пирей — Салоники и линию Пирей — Патры, а также линию 1 Пирей — Аэропорт и линию 2 Пирей — Кьятон пригородной железной дороги Афин.
| Предыдущая станция     | Линия метро | Следующая станция |
| Керацини (планируется) | Линия 1     | Фалиро            |